# Anna Murschel

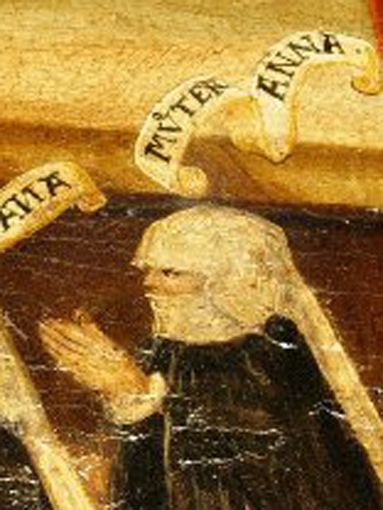
Porträt Anna Murschels auf dem Epitaph ihres Gatten

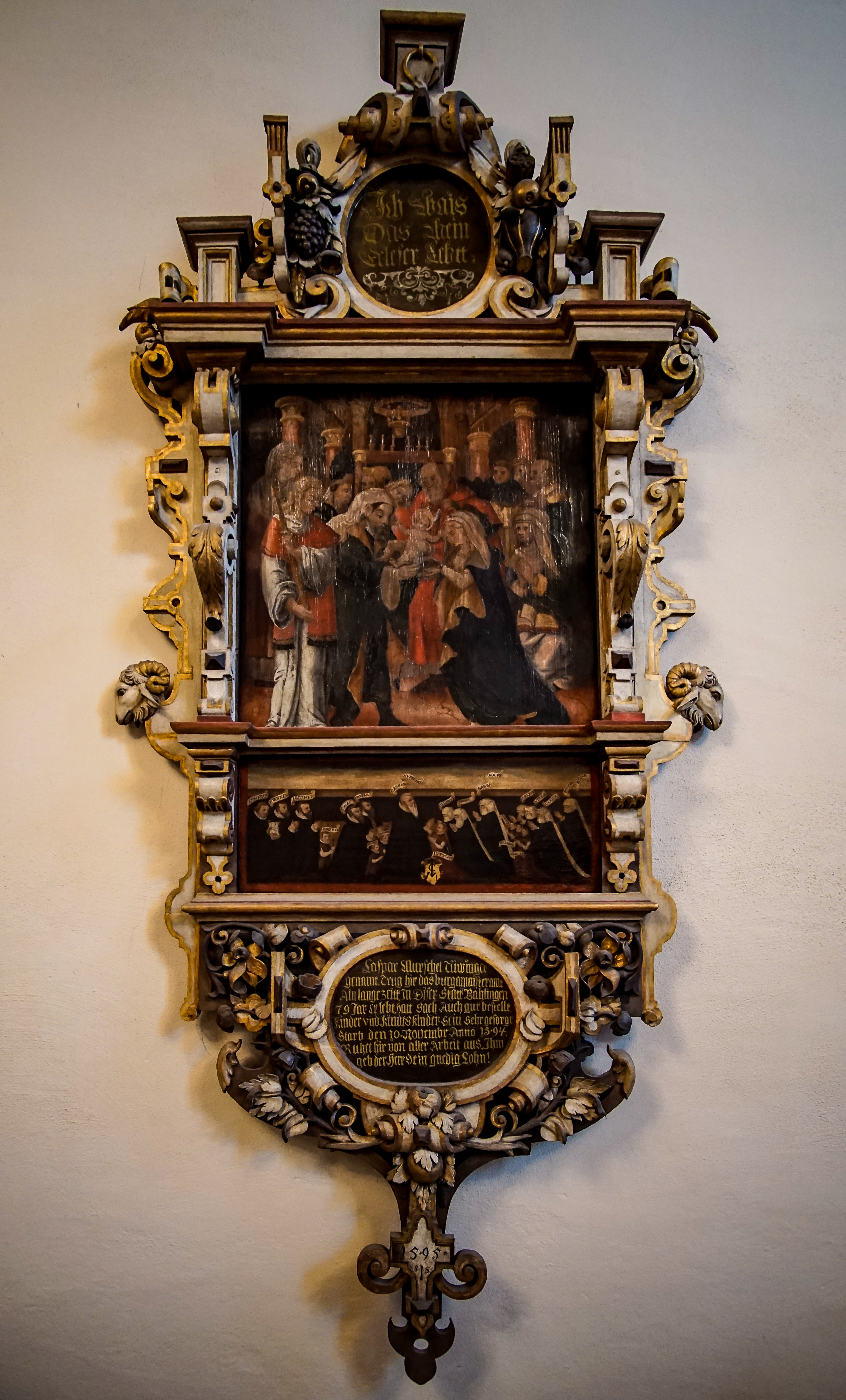
Epitaph des Caspar Murschel, genannt Tübinger, der drei Jahre vor Annas Verhaftung verstarb

Anna Murschel (* um 1533; † nach 1600 vermutlich in Engstlatt) war eine in Balingen der Hexerei bezichtigte Frau, die trotz intensiver Folter nicht zu einem Geständnis gezwungen werden konnte und deshalb nach 596 Tagen Haft wieder freigelassen werden musste. Sie gehörte als Witwe des 1594 verstorbenen, langjährigen Balinger Bürgermeisters, Caspar Murschel, mit dem sie in einer 39 Jahre dauernden Ehe „einträchtig und christlich“ gelebt hatte, der städtischen Ehrbarkeit an. Zur Zeit ihrer Verhaftung war sie etwa 65 Jahre alt.

## Der Prozess gegen Anna Murschel

### Der Verdacht
Der Fall der Anna Murschel fiel in die Hochzeit der europäischen Hexenverfolgung. An einem Sonntag im Mai 1596 war der Raum Balingen von einem schweren Hagelwetter betroffen, das an Getreide und Obst einen Schaden von mehreren tausend Gulden hinterließ. Im damaligen Aberglauben wurde dies als ein Werk von Hexen angesehen.
Im vier Kilometer von Balingen entfernten reichsritterschaftlichen Dorf Geislingen ließ der dortige Ortsherr Hans von Stotzingen vermeintliche Hexen verbrennen. Im darauffolgenden Jahr wurden nochmals zwei Frauen verbrannt. Eine der Frauen (Margaretha Böckhin) hatte dabei unter Folter ausgesagt, dass es auch in Balingen Weiber gäbe, die an dem Unwetter beteiligt gewesen wären. Zu einem Hexentanz auf dem Mühlgraben in Balingen hätten des alten Tübingers Weib (Anna Murschel), des alten Weißgerbers Weib und Anna Beck Essen und besonders guten Wein in silbernen Bechern mitgebracht.
Der Balinger Untervogt Christoff Mayer informierte den Oberrat in Stuttgart. Als Untervogt war Mayer für die Rechtsprechung in seinem Bezirk zuständig: Er leitete die Verbrechensverfolgung ein, führte Voruntersuchungen durch, leitete Verhaftungen und Verhöre und bezifferte den Schaden und „die objektive Wahrheit“. Das Gerichtsverfahren selbst durfte jedoch nur der Oberrat als zentrale Regierungsbehörde einleiten.
Die Räte Herzog Friedrichs erteilten allerdings den Befehl, nichts zu unternehmen und „in der stille“ auf das Verhalten der Frauen zu achten.
Im August 1598 lieferte der Obervogt eigene konkrete Verdächtigungen: Ende Juli habe Anna Murschel der hochschwangeren Frau des Obervogts einen Apfel gegeben, der einen Fall von Übelkeit auslöste. Der Rottweiler Stadtarzt bestätigte den Verdacht auf Gift und damit einen Anschlag auf das Leben der Frau und des ungeborenen Kindes. Des Weiteren seien im Stall des Obervogtes Achatius von Guttenberg in den vorangegangenen Monaten viele Stücke Vieh verloren gegangen. Nach Aussage dessen Frau sei stadtbekannt, dass Anna Murtschlerin abends nach dem Läuten der Betglocke um das Balinger Schloss (Sitz des Obervogts) ziehe, was sie tagsüber vermeide.

### Die Anklage
Am 18. August 1598 wurde Anna Murschel auf dem Weg zu ihrer in der Kurpfalz lebenden Tochter in Stuttgart verhaftet. Es wurden insgesamt 17 Zeugen vernommen, deren Aussagen sich vornehmlich am „maleficium“ orientierten.
Folgende Vorwürfe wurden erhoben
- Verschiedene Balinger bezichtigten Anna Murschel, sie mit Äpfeln und Birnen „beschädigt“ und „gelähmt“ zu haben.
- Zwei Dienstboten des Obervogts bezichtigten sie des Viehschadens.
- Ein Schäfer behauptete, sie bewege sich zu Fuß und mit einem Stecken schneller als ein Hund, eher wie ein Pferd.
- Ein Mann behauptete, dass nach einer Begegnung mit ihr seine „Mannheit nit mehr vorhanden war.“ Er begründete seinen Verdacht darauf, dass sie ihm „im Herzen zuwider war.“
- Der Torwärter des Oberen Tores in Balingen gab an, dass sie ungeduldig auf die Toröffnung wartete und bereits am frühen Morgen die Stadt verließ, nur um bereits wenig später zurückzukehren. Dies mache sie mehrmals am Tage. Dieses unbegründete Hin- und Herlaufen verhieße nichts Gutes.

Der Ortsgeistliche stellte ihr die Theologischen Artikel, zwölf vorformulierte Fragen, mit denen die Rechtgläubigkeit geprüft wurde. Diese konnte sie beantworten. Darüber hinaus bescheinigte ihr der Geistliche einen „stillen, ehrlichen Lebenswandel“ und sie besuche regelmäßig den Gottesdienst. Auch Flüche, Schwüre oder sonstige unzüchtige Worte benutze sie nicht.
Die Vorwürfe, die Besagung der Geislinger Hexen und die Tatsache, dass Anna Murschel „von Jugend an bei jedermann in hohem Verdacht gestanden“, reichten gemäß der Indizienlehre der Constitutio Criminalis Carolina zur Anklageerhebung wegen Hexerei vor dem Balinger Stadtgericht aus.

### Prozess mit Folter

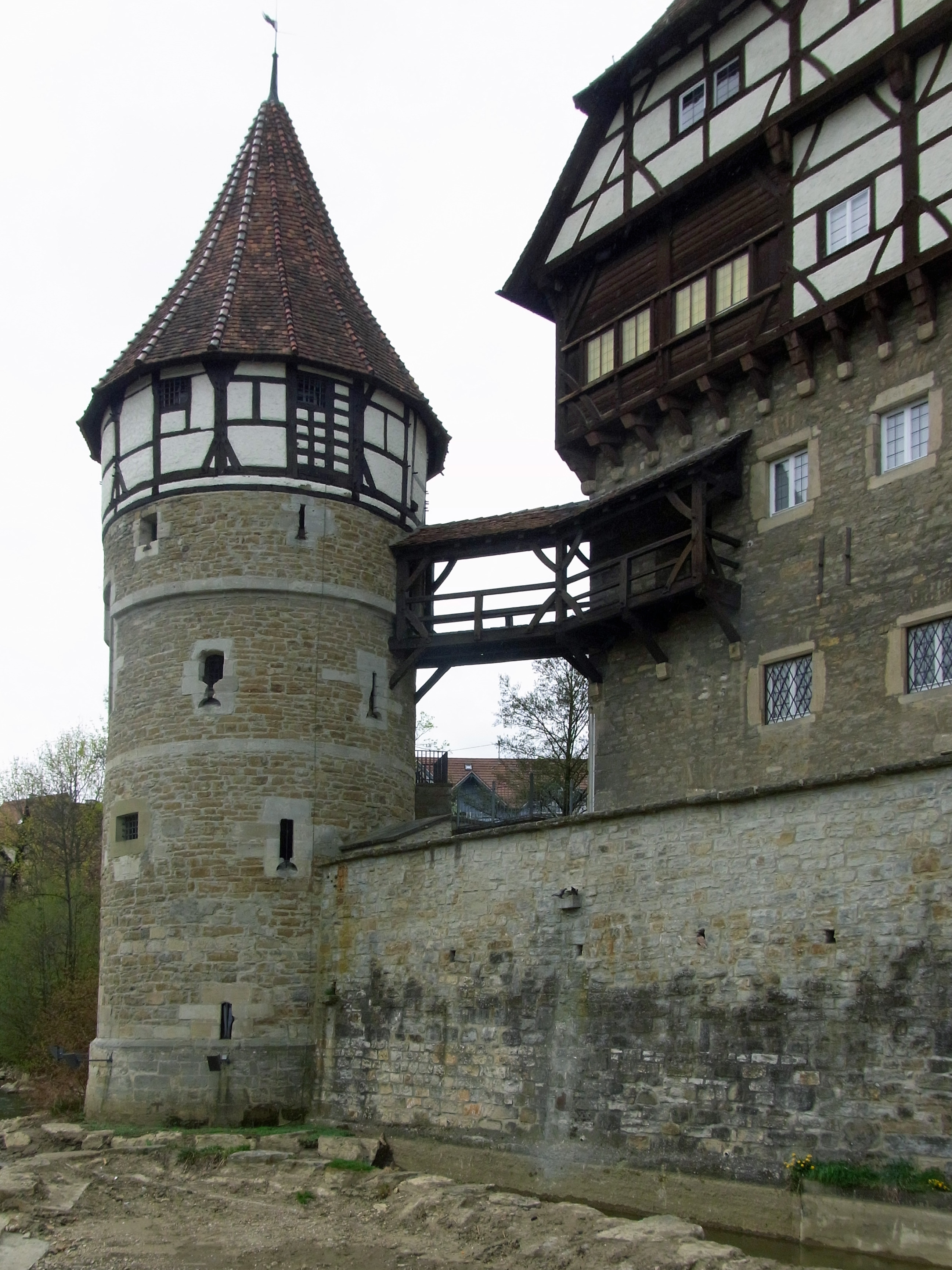
Stadtschloss Balingen (Sitz des Untervogtes) mit Stadt-(Gefängnis-)turm

Anna Murschel legte kein Geständnis ab. Sie engagierte einen Rechtsbeistand, der Akteneinsicht verlangte, Entlastungszeugen benannte und Fragen an die Zeugen formulierte, die diesen dann vorgelesen wurden.
Mangels Geständnisses beantragte der Untervogt als Ankläger, gemäß Artikel 44 der Carolina ein Folterurteil. Dieses wurde am 26. September 1598 verkündigt und noch am Nachmittag, von dem aus Tübingen zugezogenen Scharfrichter, vollstreckt.
In einer späteren Bittschrift beschreibt Anna Murschel selbst ihre Folter: Es wären ihr zunächst Daumenschrauben angelegt worden. Dann wurde der Aufzug vorgenommen. Als dies nicht zum Geständnis führte, wurden ihr am Kopf und an den Füßen Gewichte angehängt.
Als dies ebenfalls nicht zum Geständnis führte, zog man einen „fremden, ausländischen, der Zauberei kundigen Henker“ hinzu, den Scharfrichter aus dem vorderösterreichischen Horb, der in der Grafschaft Hohenberg in den vergangenen zwei Jahren zahlreiche Frauen überführen und als Hexen hinrichten konnte. Er scherte Anna Murschel am ganzen Leib, weil man glaubte, der Teufel verstecke sich im Haar, um die Befragte am Geständnis zu hindern, und um Hexenmale zu entdecken. Er hängte ihr geweihte Kerzen an einem Säckchen um den Hals und besprengte sie mit Weihwasser. Ihr wurden auch Zaubergetränke eingeflößt, um das Böse auszutreiben. Am linken Arm und am rechten Schenkel wurden in der Tat Male entdeckt, die ihr „vom bösen feindt angehängt worden.“
Am zweiten Tag wurde sie erneut – nur mit einem Unterhemd bekleidet – aufgezogen, wobei der Balinger Untervogt „unbarmherzig gesagt, der Teufel stecke ihr im Kropf, er wolle denselben wohl aus ihr bringen.“ Danach wurde sie auf der Leiter „jämmerlich zerrissen“, so dass der linke Arm nicht mehr bewegt werden konnte und sie anschließend stark hinkte.
Als der Pfarrer sie besuchte, weinte sie bitterlich und hoffte, da sie unter der Folter standhaft geblieben war, auf Freilassung. Der Balinger Untervogt beantragte bei einem erneuten Rechtstag die Fortsetzung der Folter.
Ihr Sohn Ehrenfried Murschel, Pfarrer in Haiterbach, und Schwiegersohn Christoph Gaukler, Pfarrer in Dornstetten, beantragten, bei den Rechtsgelehrten der Landesuniversität Tübingen ein Gutachten einzuholen, das sie aus eigener Tasche zahlen wollten. Unter Berufung auf den Stadtknecht wollten sie dem Untervogt nachweisen, dass Anna Murschel entgegen den Bestimmungen der Carolina bei den Verhören sieben Stunden gehangen habe. Der Stadtknecht verweigerte aber die Aussage. Darüber hinaus beantragten sie die Erleichterung der Haftbedingungen, was nach Intervention des Stuttgarter Propstes durch die herzöglichen Oberräte genehmigt wurde. Sie wurde aus dem Gefängnisturm in den Spital verlegt. Dort blieb sie weiterhin mit Eisenbanden gefesselt, war aber in einem beheizbaren Raum untergebracht und konnte auf eigene Kosten mit Wein, Weißbrot, Fleisch und Geflügel verpflegt werden.

### Freilassung
Anna Murschel beantragte im Januar 1599 ein Endurteil. Daraufhin setzten die Oberräte den Prozess zunächst aus, bis das Verfahren gegen Anna Beck abgeschlossen sei. Beck war ebenfalls nach der Besagung der in Geislingen als Hexen verurteilten Frauen angeklagt worden. Die Frau des Obervogtes war inzwischen mit einem gesunden Kind niedergekommen, so dass dieser Hauptanklagepunkt hinfällig war.
Der Prozess gegen Anna Murschel wurde im Oktober 1599 wieder aufgenommen, nachdem eine in Tübingen als Hexe verurteilte Frau sie erneut als Gespielin bei Hexentänzen benannt hatte. Die Stuttgarter Oberräte rieten den Balinger Richtern ein Gutachten der Tübinger Juristenfakultät einzuholen. Diese stellten am 6. März 1600 fest, dass die neuen Indizien eine erneute peinliche Befragung nicht rechtfertigen würden. Durch die ausgestandene Folter – ohne Geständnis – habe sich Anna Murschel vom Anfangsverdacht der Hexerei befreit, so dass sie freizulassen sei. Die Freilassung erfolgte am 5. April 1600 nach 596 Tagen Untersuchungshaft.
Da sie – durch das Heranziehen eines Verteidigers – das mündliche in ein schriftliches Verfahren verwandelt habe, wurde ihr dies als prozessverlängernd angelastet. Von den 196 Gulden Kosten des Verfahrens musste sie 100 Gulden für Verpflegungskosten, Schreibdienste, Hüter und Botenlohn selbst tragen.

## Nachwirkung
Am 5. Juli 2014 wurde in Engstlatt der Fastnachtsverein „Murschel-Hexen“ gegründet. Die Maske zeigt ein eingefallenes Gesicht mit wenigen Zähnen, einer langen krummen Nase und stechendem Blick, sowie mit ins Gesicht fallenden Haarstähnen. Das Kostüm besteht aus einer blauen Stola, einem schwarzen Pullover, einem blauen Rock mit schwarz aufgesetzten Taschen, sowie blau-schwarz geringelten Socken und Handschuhen. Die Handschuhe sind mit der Bezeichnung „Murschel-Hexen“ bestickt. Auf einen Besen wird verzichtet, man trage aber einen gestickten roten Apfel, der den Zuschauern mit schelmischem Unterton und der Frage „Willst ’nen Apfel?“ gereicht werden soll, nur um ihn dann sofort wieder zurückzuziehen. Die „Murschel-Hexen“ wollen sich an regionalen Narrentreffen beteiligen und in das Vereinsleben Engstlatts einbringen.
Die Balinger Historikerin Ingrid Helber kritisierte, man bediene sich bei der Figur und Bildsprache der Fastnachtshexe am Schicksal und Leid von historischen Personen aus der Zeit der Hexenverfolgung, was auch von anderen Historikern kritisch betrachtet wird. Im Fall der Anna Murschel sei dies besonders „pietätlos und makaber“. Die reale historische Persönlichkeit werde mit einer ausgesprochen hässlichen Maske nochmals „verunglimpft.“
Der Vizepräsident des Narrenfreundschaftsrings Zollernalb, Thorsten Spörl, steht nach eigenen Angaben Neugründungen grundsätzlich positiv gegenüber. Noch positiver sehe man jedoch, wenn sich die Menschen intensiv mit der Geschichte ihrer Heimatorte und mit dem Brauchtum beschäftigen. „Anstelle einer wüsten Hexe, die Anna Murschel nicht war, hätte man auch eine freundliche Figur gestalten können. Das wäre dem Leben Anna Murschels sicher angemessener gewesen – und das, so Spörl, hätte auch eine richtig tolle Fasnetsfigur geben können.“
Im Herbst 2016 trat der alte Vorstand der „Murschel-Hexen“ zurück. Der neue Vorstand beschloss den Verein in „Murschel-Weibchen“ umzubenennen. Die alten Larven sollten zwar weiter verwendet werden, neue Larven sollten aber kleiner, leichter und mit einer kürzeren Nase ausgestaltet werden. Ein Bezug zu Anna Murschel solle weiterhin bestehen, sie solle aber nicht mehr als Hexe, sondern als liebe Frau, eben als „Weible“ dargestellt werden.